# Nagyapó mesefája
Nagyapó mesefája – gyermekkönyv-sorozat, mely Romániában, 1970–1990 között Petre Judit gondozásában az Creangă Könyvkiadónál jelent meg. A 300–400 oldalas, kisformátumú könyvek fedőlapját Cseh Gusztáv, majd Kalab Ferenc tervezte.

## Tartalma
A sorozat kötetei változatos meseanyagot kínálnak: a magyar népmesék mellett bő válogatást nyújtanak a népek mesekincséből is. 
A műfordítók közül Sütő András, Szilágyi Domokos, Nagy Géza, Bán Péter, Asztalos Lajos nevével találkozunk a leggyakrabban. Értékes kezdeményezésnek bizonyult az epikus költészet gyöngyszemeinek a köztudatba vitele is a Nagyapó mesefája sorozat keretében: Csire Gabriella például magyar széphistóriákat és eposzokból merített elbeszéléseket, Vallassekné Dáné Márta pedig lovagregényt ültetett át mesébe.
A sorozat tág teret nyitott a műfaj klasszikus magyar és román képviselői, Gárdonyi, Krúdy, Móra, Ion Creangă, Petre Ispirescu, Ioan Slavici, valamint a hazai kortárs szerzők, Bajor Andor, Bálint Tibor, Bede Olga, Horváth István, Kányádi Sándor, Marton Lili előtt. Ugyanakkor az erdélyi magyar kalotaszegi, háromszéki, Küküllő menti, valamint román, szász, dobrudzsai tatár népmesékkel is megismertetett. Ráduly János kibédi és Fábián Imre Bihar megyei népmesefeldolgozásai e sorozatban láttak először nyomdafestéket.
Természetesen Elek nagyapó egy-egy meséje fémjelzi a népszerű mesekönyveket: születésének 120. évfordulóján a sorozatban Benedek Elek-kötet látott napvilágot.